# Drepturile animalelor

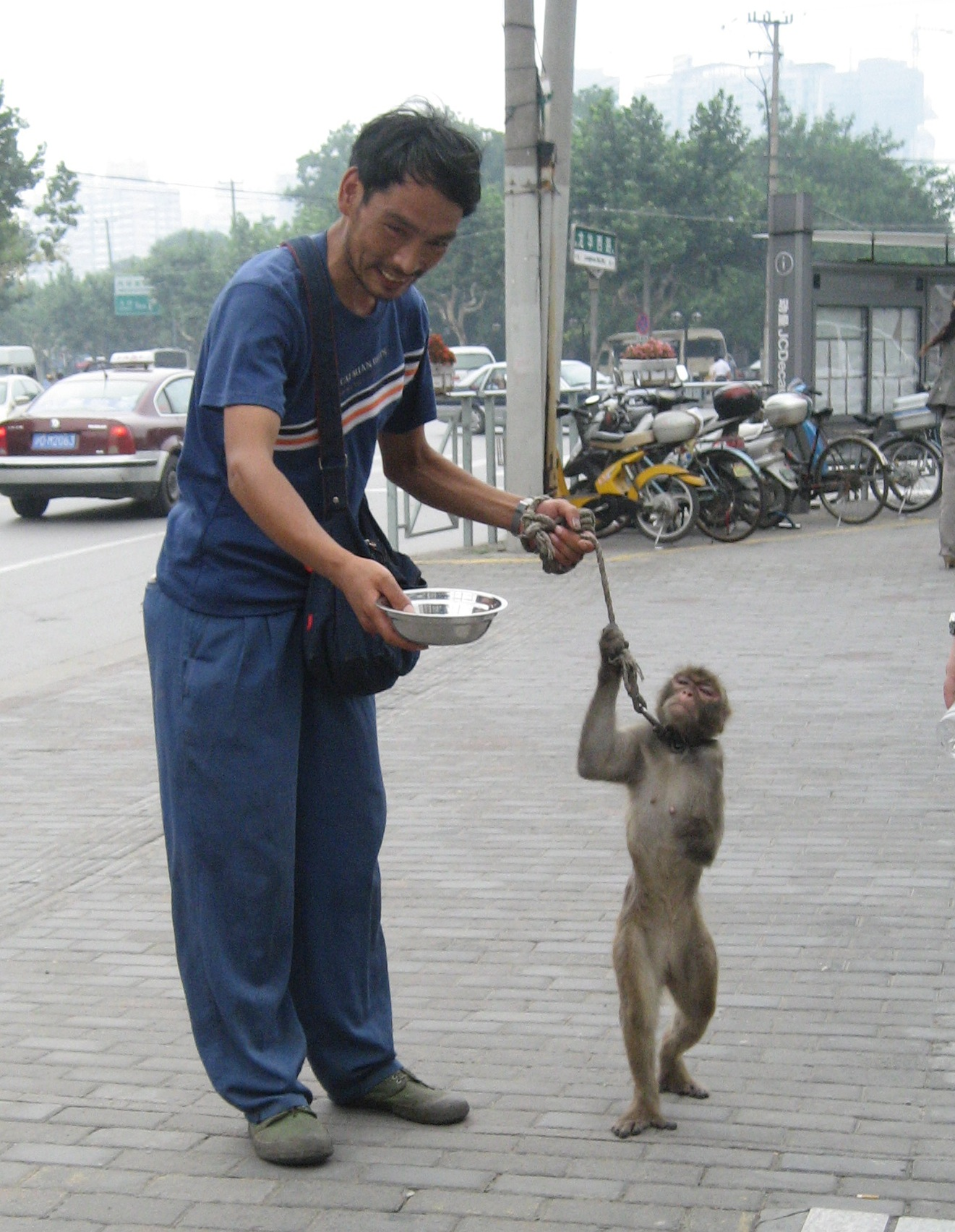
Un om ţine o maimuţă legată de o sfoară în jurul gâtului, o poziţie ilustrând cauza împroprietăririi animalelor.

Drepturile animalelor este ideea conform căreia intereselor de bază ale animalelor ar trebui să li se acorde considerare similară intereselor ființelor umane. Susținătorii abordează cauza din diferite puncte de vedere filozofice, dar cad de acord că animalele trebuiesc văzute ca persoane legale și membre ale comunității morale, nu ca proprietăți; de asemenea, nu trebuiesc folosite ca mâncare, îmbrăcăminte, subiecte de cercetare sau ca divertisment.
Legea animalelor este predată în 112 din cele 180 de școli de Drept în Statele Unite ale Americii, în 8 astfel de școli din Canada și este discutată, în mod obișnuit, în universitățile unde sunt cursuri de filozofie sau etică aplicată. În iunie 2008, Spania a devenit prima țară care a introdus drepturile animalelor, când un comitet parlamentar din mai multe partide politice a recomandat ca drepturile să fie aplicate și marilor primate, în concordanță cu Proiectul Marilor Primate a lui Peter Singer.
Criticii aduc contraargumente conform cărora animalele sunt incapabile de a intra într-un contract social sau de a face alegeri morale și nu pot fi, așadar, privite ca posesoare de drepturi, o poziție adoptată de filozoful Roger Scruton, care scrie că doar oamenii au îndatoriri, iar „corolarul nu poate fi evitat: numai noi avem drepturi”. Un argument paralel ar fi că nu este nimic greșit în mod inerent cu folosirea animalelor ca resurse dacă aceasta nu provoacă suferință nenecesară, un punct de vedere cunoscut ca bunăstarea animalelor. Există, de asemenea, și critică, inclusiv din mișcarea pentru drepturile animalelor însăși, asupra anumitor forme de activism, în particular distrugerea fermelor de blană și a laboratoarelor care testează pe animale de către Frontul de Eliberare a Animalelor.

## Dezvoltarea conceptului

### Statutul moral al animalelor în istoria antică

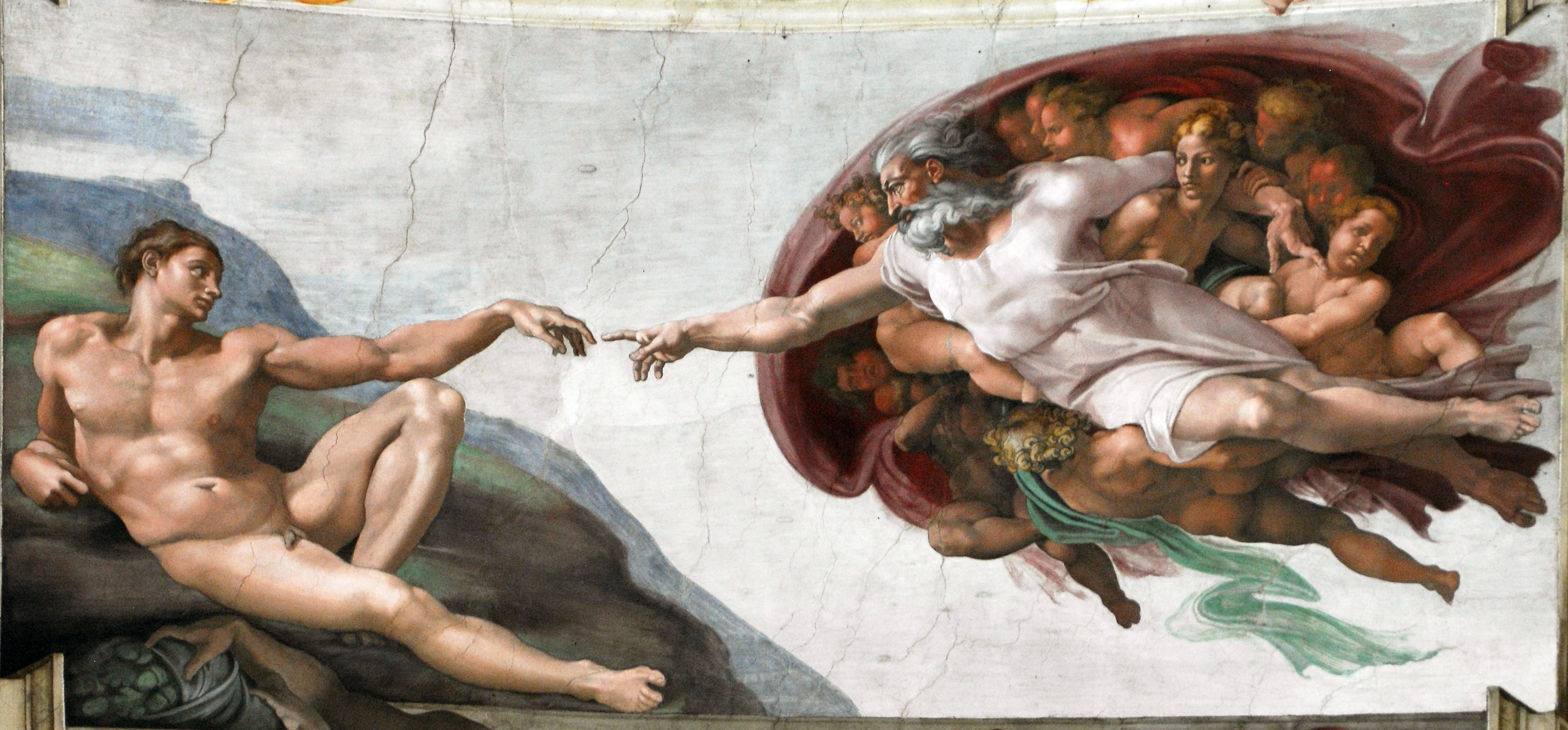
Creaţia lui Adam a lui Michelangelo. Cartea Geneza a evocat idei timpurii despre ierarhia divină și că Dumnezeu împarte trăsături cu umanitatea, precum intelectul și simțul moralității, pe care ființele non-umane nu le posedă.

Dezbaterile secolului al XXI-lea despre cum oamenii ar trebui să se comporte cu animalele durează de prin istoria antică. Ideea că folosul animalelor de către oameni — pentru hrană, îmbrăcăminte, divertisment și ca subiecte de cercetare — este acceptabil din punct de vedere etic își are originea din două surse principale. Prima este ideea unei ierarhii divine bazată pe conceptul teologic de „stăpân”, din Cartea Genezei (1:28), unde lui Adam îi este dat „să stăpânească peste peștii mării, peste păsările cerului, peste vite, peste tot pământul și peste toate târâtoarele care se mișcă pe pământ”. Deși conceptul de stăpânire nu trebuie să implice drepturi de proprietate, a fost, de-a lungul secolelor, interpretat pentru a presupune o formă de posesiune.
A doua constă în ideea conform căreia animalele sunt inferioare din cauză că duc lipsă de raționalitate și limbă, și merită, ca atare, mai puțină considerație decât ființele umane, sau chiar deloc.  Dezvoltând mai departe, apare noțiunea că animalele individuale nu au identitate morală separată: un porc e doar un exemplu al clasei de porci, iar responsabiltatea sau grija umană se aplică unei clase, nu individului. Aceasta duce la argumentul că folosul unui animal este acceptabil atâta timp cât specia nu este amenințată cu extincția.

### Secolul al XVII-lea: Animalele ca automata

#### 1641: Descartes

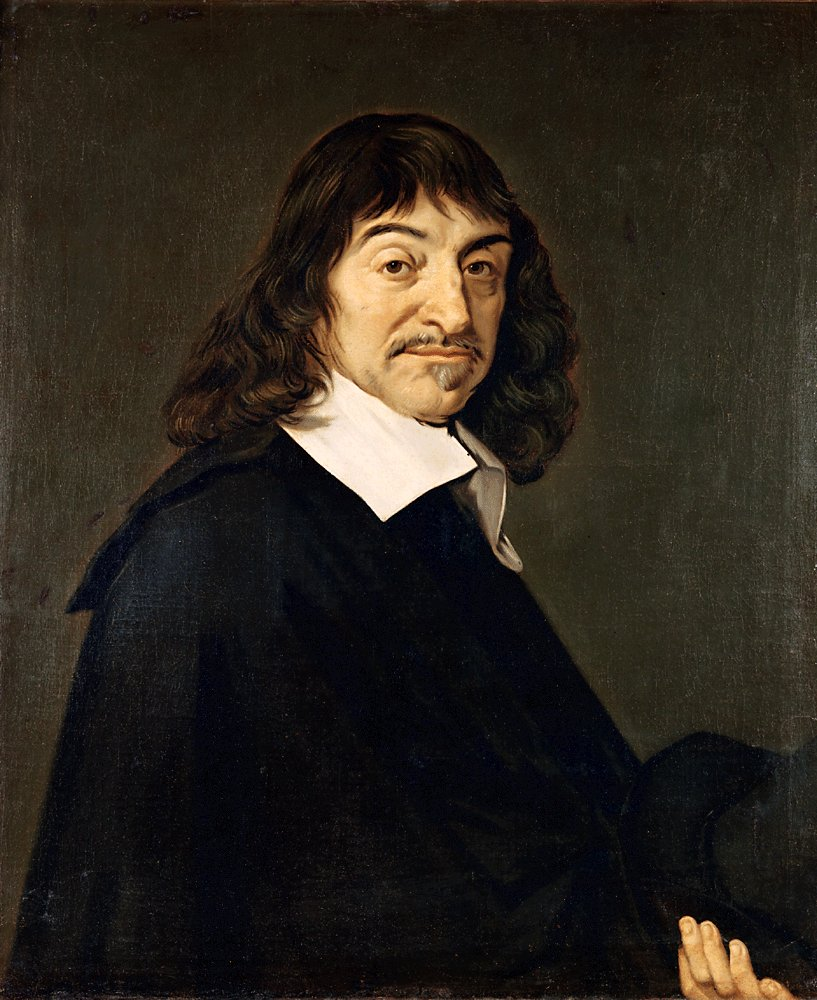
Descartes rămâne influent în legătură cum ar trebui manipulată chestiunea conștiinței animalelor—sau lipsa acesteia.

Anul 1641 a fost semnificativ pentru conceptul de drepturi ale animalelor. Marea influență a secolului a fost filozoful francez René Descartes (1596–1650), a cărui operă, Meditații, a fost publicată în acel an, și ale cărui idei asupra animalelor au informat atitudini până în secolul al XXI-lea.

Scriind pe timpul „revoluției științifice”—o revoluție pentru care el era unul din arhitecții-șef, Descartes a propus teoria mecanicistică a universului cu scopul de a arăta că lumea poate fi cartografiată fără aluzie la experiența subiectivă. Simțurile înșală, a scris el în Prima Meditație din 1641, și „este prudent a nu avea încredere deplină în cei care ne-au înșelat chiar și o dată”.
Viziunea sa mecanicistică a fost extinsă pentru a cuprinde și problema conștiinței animalelor. Mintea, pentru Descartes, a fost un lucru aparte de universul fizic, o substanță separată, ce leagă ființele umane cu mintea lui Dumnezeu. Cele non-umane, pe de altă parte, nu sunt decât automata complexe, fără suflete, minți sau rațiune. Ele pot vedea, aude și atinge, dar nu sunt, în niciun fel, conștiente și nu sunt capabile de a suferi sau simți durere.
În Discursul Metodei, publicat în 1637, Descartes declară că abilitatea de a judeca și de a folosi limbajul implică a fi capabil de a răspunde într-o manieră complexă la „toate contingențele vieții”, ceva ce animalele nu pot face. El a argumentat mai departe că orice sunet emis de animale nu reprezintă un limbaj, ci sunt simple răspunsuri automate la stimuli externi.

## Legături externe
- Drepturile animalelor în ochii oamenilor, 5 martie 2008, Mihaela Stanescu, Descoperă